# 章田寺乡
章田寺乡，是中华人民共和国湖北省荆州市公安县下辖的一个乡镇级行政单位。

## 行政区划
章田寺乡下辖以下地区：
章田寺社区、胡厂社区、杉木桥村、联台村、毛家铺村、长春村、南阳村、刻木村、祝家场村、达仁村、金红村、永久村、罗家塌村、公兴村、双仁村、坪兴村、接丰村和报慈村。